# كوريل بينتر
 كوريل بانت  (بالإنجليزية: Corel Painter) برنامج رسم صنع ليحاكي بأكبر قدر ممكن من الدقة متطلبات وسائل الاعلام التقليدية المرتبطة بالرسم، الصور الزيتية، والرسم المطبعي.
لتستخدم بواقعية وإبداع احترافيين من طرف الفنان التشكيلي بوصفه أداة فنية إبداعية.

## الفنون الإعلامية
يقدم مجموعة واسعة من المواد والأدوات للفنانين التشكيليين الممتهنين في وسائل الإعلام المختلفة. مع مساعدة من انجاز رسومات صادقة حيث يكون المستخدم قادرا على التصوير والرسم بطريقة سهلة مرتبطة بشتى وسائل الإعلام. وهناك أيضا عدد قليل من المواد غير التقليدية مثل الصورة المخروطية، أنماط الأقلام، والتشويه، أدوات الفنية المختلفة تسمح للمبتدئين باستخدام التطبيقات والتعديلات على الصور.